# Waterbalans

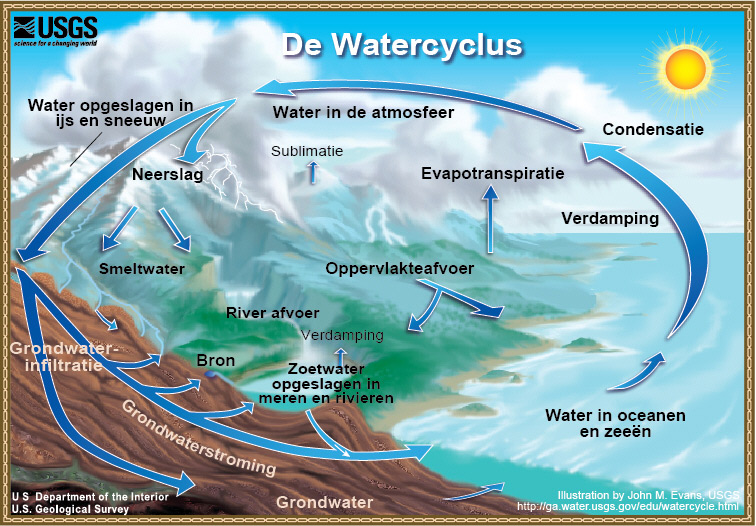
Watercyclus

De waterbalans is een term uit de hydrologie. De waterbalans geeft een overzicht van alle verschillende watercomponenten in een bepaald gebied.
In formulevorm luidt de waterbalans:
{\displaystyle {dS \over dt}=I-O}
{\displaystyle {dS \over dt}} = verandering van de opslag
{\displaystyle I} = alle componenten die zorgen voor watertoevoeging
{\displaystyle O} = alle componenten die zorgen voor waterverlies
De waterverliescomponenten bestaan uit:
- uitstroming door de bodem en oppervlak
- evapotranspiratie naar de lucht, via directe verdamping of via planten

De watertoevoegende componenten bestaan uit:
- instroming door de bodem en oppervlak
- neerslag uit de lucht